# 475 (pel·lícula)
475 és una pel·lícula documental marroquina dirigida per Nadir Bouhmouch el 2013. La pel·lícula explora la violència sexual i els drets de la dona al Marroc a través de l'afer Amina Filali, una jove que es va suïcidar després d'haver estat obligada a casar-se amb el seu violador el 2012.

## Argument
El març de 2012 Amina Filali, un jove marroquina de 16 anys, es va suïcidar ingerint verí per a rates en un petit poble als afores de Larraix. El seu suïcidi es va produir un any després de ser obligada a casar-se amb un home que l'havia violat. D'acord amb l'article 475 del codi penal marroquí, un violador pot escapar a una sentència de presó si es casa amb la seva víctima. Les autoritats del Marroc no van investigar degudament la mort de Filali. La mort d'Amina va dominar els mitjans de comunicació marroquins i internacionals. A través d'aquest afer horrible, entrevistes amb els pares de Filali, el pare del seu violador, un advocat i altres membres de la societat civil marroquina, la pel·lícula aprofundeix en les diverses facetes del patriarcat al Marroc mentre es qüestiona la forma en què va ser retratat pels mitjans de comunicació.

## Producció
De la mateixa manera que la primera pel·lícula de Bouhmouch, My Makhzen and Me, 475 va ser produït clandestinament sense permisos de rodatge en el que el director Nadir Bouhmouch qualificà com a "acte de desobediència civil" contra la institució estatal de marroquí, el Centre Cinematogràfic Marroquí (CCM); i el que perceben com a lleis restrictives i censura cinematogràfica. L'equip de rodatge es va reduir a un petit grup de voluntaris que tenien poca o cap experiència en cinema. En lloc de demanar fons estatals a la CCM, els realitzadors van recórrer a una campanya de crowdfunding.